# Iwonia z Goraja
Iwonia z Goraja (Iwonia Gorayski, Iwonia z Klecia) herbu Korczak (ur. ok. 1290) – sędzia chełmski.
Był jednym z protoplastów rodu i jednym z założycieli Gorajskich – herbu Korczak. Wywodził się z Rusi Czerwonej. Iwonia był sędzią chełmskim, który zasłużył się niebezpiecznym poselstwem do Tatarów, zapobiegł wojnie z Turcją, uzyskując dla Polski pokój. Miał syna Piotra z Klecia, zwanego też Piotrem z Goraja, który był starostą żydaczowskim. Jego wnukiem był Dymitr z Goraja. Jego potomkowie uzyskali znaczenie za panowania Kazimierza Wielkiego w latach 1340-49 Polska odzyskała Ruś Halicką. W 1353 r., synowie Iwana (Iwoni) z Klecia, trzej bracia – Chodko, Ostaszko i Piotr z Klecia otrzymali od króla Kazimierza Wielkiego kilkanaście wsi, takich jak: Klecie (Kleszcze), Czermno, Januszkowice, Błażkowa, Gogołów, Glinik, Bukowa, Smarżowa i Kamienica (okolice Jasła). W ten sposób wynagrodził ich za zasługi położone na rzecz Polski, w walkach na Rusi. Otrzymali oni także; m. Klecie, Januszkowice i Skurowa, odebrane wcześniej benedyktynom, o które to wioski toczyły się długie procesy, z interwencjami kolejnych papieży na wniosek opactwa tynieckiego. Benedyktynom udało się odzyskać jedynie część Januszkowic i Kleci, z uwagi na to, iż sporne ziemie przypadły w dziedzictwie synom; Piotra z Klecia: Iwanowi i Dymitrowi, który był zaufanym współpracownikiem królów, podskarbim koronnym i marszałkiem królestwa.
Iwonia był właścicielem większości terenów okolic m. Klecie, Iwonicz, Rymanów, w XIII, które później jego syn – Piotr z Klecia – starosta żydaczowski, i wnuk – Dymitr z Goraja – który z Iwanem z Klecia w 1377 roku od Ludwika Węgierskiego otrzymał; Goraj (województwo lubelskie) wraz z przyległymi ziemiami.